# Исторические легенды о Петре I

Царь, обрезающий бороды. Старообрядческий лубок

Исторические легенды о Петре I — простонародные представления и рассказы о Петре I, зафиксированные в документах Преображенского приказа и многих других источниках, в том числе в работах биографов и мемуаристов. Часть легенд возникала намного позже в качестве поддержки той или иной точки зрения относительно роли императора в развитии Российского общества.

## Причины появления
Деятельность царя-реформатора не могла не вызвать неоднозначную реакцию в тогдашнем обществе — от всемерного одобрения до резкого отрицания. В стане консерваторов кроме боярской верхушки, державшейся за «старину», как за гарантию сохранения своего привилегированного положения, можно выделить податные классы — крестьянство, городские низы, для которых реформы Петра оборачивались в первую очередь увеличением «государева тягла» — податей, что, следовательно, вело к ухудшению их экономического положения, и ломали привычный порядок, ассоциировавшийся с религиозной «праведностью» — при том, что смысл их и цели был для простолюдина непонятен.
Так царя осуждали за развод с первой женой, женитьбу на протестантке — Марте Скавронской, объявленной императрицей, бритье бород, введение иноземного платья и табакокурения.

## Легенды о подмене
Легенда о подмене — один из самых распространенных лейтмотивов в народной мифологии. Причина заключается в отношении тогдашнего общества к власти: государь — посланник Бога. Если реформы и указы царя по тем или иным причинам не устраивали общество, причины были две: царь послан за грехи, или же царя подменили.  Из материалов Преображенского приказа и Тайной канцелярии известно, что оба эти варианта широко обсуждались современниками, а беспрецедентный факт поездки государя инкогнито за рубеж, только укоренило мнение о подмене.

### Подмена младенца
Варианты легенды расходятся в определении истинного отца императора-преобразователя, но все согласны в том, что им был некий «немец из немецкой слободы». Доказательством служило то, что царь «благоволит немцам — значит и сам немецкой породы». Первый вариант легенды о подмене звучит, что немцы якобы хитростью подменили младенца, и вместо подлинного царевича у зазевавшихся мамок оказался «немчонок». О том, что случилось с реальным Петром, легенда умалчивает. На допросе в Преображенском приказе в 1700 году крепостные ванеевских вотчин боярина И. Стрешнева утверждали, будто бы

Государь не царского колена, а немецкой породы, а великого государя скрыли немцы у мамок в малых летех, а вместо него подменили нова. Немцы хитры — лик под лик подводят.
Согласно другому варианту той же легенды, подмену осуществила сама царица Наталья Кирилловна, опасаясь мужа, который якобы пригрозил «разлюбить её», в случае, если на свет появится девочка. Разрешившись от бремени царевной, Наталья Кириловна поспешила подменить её на «немчонка», взятого из Кукуя. Также передавали, что царица перед смертью якобы открыла эту тайну Петру, сказав ему «Ты не сын мой, ты подменный».
Т. Копытов, стряпчий из дворцовых волостей, сосланный в Сибирь при царе Фёдоре Алексеевиче, как то следовало из доноса, поданного на него в Преображенский приказ в 1712 году рассказывал о том сибирским колодникам. Неназванная по имени крепостная помещика Кикина в 1718 году на допросе в Преображенском приказе, объявила следующее:

Государь не русской породы, и не царя Алексея Михайловича сын; взят во младенчестве из немецкой слободы, у иноземца по обмену. Царица-де родила царевну, и вместо царевны взяли ево, государя, и царевну отдали вместо ево.
Третий вариант приписывал отцовство Францу Лефорту, «объясняя» таким образом его особое положение во дворе, и «сыновнюю почтительность» царя, выразившуюся в 1697 году следованием позади саней, везших его «подлинного отца», назначение Лефорта адмиралом и затем — главой Великого Посольства, где сам Петр «официально» оказывался у него в подчинении.

### Подмена во время путешествия в Европу
Слухи о подмене вновь оживились по возвращении Петра из-за границы и в связи с началом преобразований. Согласно новой легенде, подмена была осуществлена «за морем». Костромской помещик Василий Аристов по сохранившимся протоколам допроса, передавал эти слухи следующими «непристойными словами»: «Это нам-де какой царь, он-де не царь, взят с Кокуя. А наш-де царь в немецком государстве». Когда до России дошла весть о посещении Петром Стокгольма («Стекольны») легенда трансформировалась в подмену королевой Кристиной, причем настоящий царь замучен или брошен в темницу («государь в неволе в Стекольне»), а на его место прислан «немец».
Один из вариантов также гласит, что Пётр I — это узник в железной маске.

### Антихристова подмена
Невозможно исторически установить, являлся ли Петр истинным верующим в Бога. Однако, если говорить о его отношении с религией, то царя-реформатора в народе считали безбожником, протестантом, масоном и даже Антихристом. Такое восприятие неудивительно, учитывая проведенную радикальную реформу Церкви, его резкое отношение к церковной иерархии и церковным обрядам и его бытовые привычки, которые шли вразрез с церковными нормами. Известно также, что основой этой легенды стало то, что Петр не придавал большого значения различиям между православием и другими христианскими конфессиями. Более того, Феофан Прокопович, определявший начиная с середины 1710-х годов церковную политику Петра, находился под значительным влиянием пиетизма, важнейшей ветви протестантства того времени. Тем не менее нет никаких доказательств, что Петр I не считал себя православным или действительно был атеистом в современном смысле слова. Сохранилось множество свидетельств глубочайшей набожности Петра.
Тем не менее, этот вариант легенды получил хождение в старообрядческих скитах. Если верить ему, подлинный царь принял старообрядчество и скрывается, на смену же ему «немецкая стража» под предводительством Лефорта возвела на престол антихриста. Подставному Петру приписывают русофобскую фразу (вероятно, введена в оборот историком Николаем Костомаровым):

 «С другими европейскими народами можно достигать цели человеколюбивыми способами, а с русскими не так... Я имею дело не с людьми, а с животными, которых хочу переделать в людей».

## Другие легенды

### Исполинский рост Петра
Современники отмечали небывало высокий рост Петра, но каков он был на самом деле, неизвестно. Предположения об истинном росте Петра можно делать по сохранившейся в Домике Петра отметке, из которой следует, что его рост превышал 2 метра, но этот источник не считается достоверным. Также рост Петра определяют по сохранившейся, несомненно, принадлежавшей ему одежде, которая не поражает воображение своими размерами — есть версия, что Пётр был не выше 180 сантиметров. Однако, существуют и другие мнения о том, что рост монарха превышал 2 метра и мог доходить до 2,04 м. Тем не менее, если даже по современным меркам Пётр был человеком среднего роста, то на фоне современников он всё равно казался очень высоким: люди того времени были значительно ниже.

### Отрезание бород топором
Пётр начал бороться с ношением бород после своего возвращения из Великого посольства. Сохранились свидетельства, что в некоторых случаях он отрезал боярам бороды собственноручно, но топор ни в одном из них напрямую не упоминается. Возможно, отрезание бород смешалось с другим эпизодом, в котором участвовал Пётр: во время стрелецкой казни царь сам орудовал топором. Эпизод с обрезанием бород произошёл сразу после стрелецкого мятежа, в поддержке которого Пётр подозревал многих представителей элиты, обрезание бород могло носить характер символического наказания через унижение. Не исключено, что топоры могли применять солдаты, посланные обеспечить выполнение указа на местах. В патриархальной России, которой управлял Пётр, ношение бород всё равно оставалось нормой. Царь рассчитывал изменить положение дел не насилием, а финансовым давлением. Он ввёл целую серию указов, вводивших штрафы за отказ от бритья. Впоследствии, в течение XVIII века, все они были отменены.

### Убийство сына
Легенда об убийстве сына, затеявшего государственный переворот, основана на сомнении в исторически зафиксированной причине смерти Алексея. Петр угрожал ему смертью, после чего назначенный им суд вынес царевичу смертный приговор. Однако, официальная казнь так и не состоялась, поскольку по официальной версии, он умер от сердечного приступа. Так же позднее объясняли в XVIII веке и смерть других государей, скончавшихся при сомнительных обстоятельствах. Остается загадкой, был ли царевич Алексей тайно казнен или скончался от пыток, которым его подвергли после вынесения приговора. Справедливо в рамках этой легенды, что смерть царевича в Петропавловской крепости не могла произойти без ведома и одобрения Петра. Столь же безжалостен был государь и к другим инакомыслящим. Согласно легенде, во время массовой казни восставших стрельцов, он лично брался за топор. Легенда основана на сообщении одного из иностранных дипломатов, потому нет уверенности в её достоверности. Однако, точно известно, что Пётр лично присутствовал в застенке при пытках подозреваемых в измене.

### Указ «о лихом и придурковатом виде» подчинённых
За время царствования Петр I собственноручно написал множество указов, посвящённых, в том числе, незначительным вопросам. Более того, многие указы были записаны с устных приказаний царя, что объясняет разговорный, просторечный тон некоторых из них. Таков, например, указ 1707 года, предписывавший всем членам «конзилии» министров обязательно подписывать протоколы заседаний, «ибо сим всякого дурость явлена будет». Подразумевается, что министрам, давшим дурные советы, невозможно будет потом уйти от ответа. С другой стороны, многие изречения Петра сохранились только в пересказе современников или их потомков. К концу XVIII века появляются два важнейших издания, в которых были собраны многие из таких изречений: «Рассказы Нартова о Петре Великом» и «Деяния Петра Великого, мудрого преобразителя России». Но в обоих случаях авторы — сын петровского придворного токаря и механика Андрей Нартов и историк-любитель Иван Голиков — весьма вольно обращались с источниками. В этом смысле Петру легко приписывать самые разные изречения — в том числе и указ подчинённым перед лицом своих начальников «иметь вид лихой и придурковатый, дабы разумением своим не смущать начальство». Однако о существовании такого указа историкам не известно, более того, это изречение противоречит позиции Петра: его подлинные указы, наоборот, всячески поощряли подчинённых «смущать» своих начальников.

### Михаил Ломоносов — сын Петра
У Петра было множество исторически подтвержденных любовных связей. Например, отношения между Петром и немкой Анной Монс были широко известны и отразились во множестве источников (сохранились в том числе и письма Анны к царю). Помимо Анны, Петр имел связи с придворными дамами, со служанками или незнакомками, которых он встречал в своих путешествиях или походах. Эти связи не только фиксировались в донесениях иностранных дипломатов, но и широко обсуждались в народе. Ходили легенды, что незаконнорожденными детьми царя были полководец Петр Румянцев-Задунайский и фельдмаршал граф Захар Чернышев: их матери были в свое время любовницами императора. Также считалось, что среди внебрачных детей Петра I был и Михаил Ломоносов, однако доказательств этому не существует. Легенда эта восходит к опубликованным в настоящее время мемуарам архангельского моряка Василия Корельского: в них автор ссылался на семейные предания и на рукопись, которая якобы хранилась в их семье еще до войны, но затем пропала. Если верить этому источнику, встреча матери Ломоносова и Петра должна была произойти в начале января 1711 года в Усть-Тосно, однако подробная документация этого периода жизни императора показывает, что на Севере тогда он не был.

### Продажа России немцам
Противники европейских реформ Петра зарождали слухи, что из-за западнической линии императора Россия утратила свой национальный дух. Этот миф поддерживали многие политические деятели в последующие эпохи в том числе, если это помогало им продвигать собственный взгляд на историческое развитие страны. В 1741 году дочь Петра Великого Елизавета совершила государственный переворот, обвинив свою предшественницу Анну в том, что при ее правлении, как и при Петре, власть сосредоточили в своих руках немцы. Однако, из 215 высших чиновников российских коллегий и судей при Анне иноземцами являлись только 28. При Петре — 30. В армейском составе распределение было не таким равномерным. По штату 1711 года запрещалось комплектовать пехотные полки более чем на треть иностранными офицерами, по факту их доля составляла около 19%. Однако в числе генералов, взятых Петром на службу, в 1708 году было 39 иностранцев из 51. Вместе с тем, позже их доля заметно сократилась до 22 из 61. Российский флот создавался Петром практически с нуля, что потребовало зарубежного опыта. Поэтому среди командного состава преобладали иностранцы: из 31 офицера высшего флотского чина с 1700 по 1725 год русских насчитывалось только пятеро. По совокупности, с точки зрения статистики упреки в том, что Петр отдал власть в России немцам — не подтверждается, более того, история открытий этого времени говорит об обратном: кадровые решения Петра позволили иностранным деятелям совершить исторически важные открытия: Витус Беринг отправился в свою первую Камчатскую экспедицию, позже открыл Беренгов пролив; Вильгельм де Геннин основал Екатеринбург и Пермь, а Кирштенштейн и Ламбер де Герен спроектировали Петропавловскую крепость, внеся вклад в основание Северной столицы.

### Героическая и «позорная» смерть
О смерти царя также ходило много легенд. По одной из версий, Петр умер от венерического заболевания. О том, что именно это стало причиной смерти, докладывали иностранные дипломаты, и эта версия поддерживается известным описанием смерти государя: он умер в страшных мучениях, вызванных непроходимостью мочеиспускательного канала и связанным с этим воспалением, что могло быть вызвано или обострено уже имеющимся венерическим заболеванием.
Советский и российский писатель Юлиан Семёнов отмечал, что Пётр умер вскоре после обильного принятия пищи, что косвенно подтверждает миф о том, что царя могли отравить. Изначально слухи об отравлении императора появились сразу же после его кончины (28 января 1725 года). Царь скончался скоропостижно и болезненно. В противовес этим версиям смерти царя существовал еще один миф, который впервые зафиксировал мемуарист Яков Штелин: возвращаясь из поездки в Шлиссельбург, в Ладожский канал и в Старую Руссу, 5 ноября Петр обнаружил у Лахти севший на мель корабль с солдатами, матросами, женщинами и детьми и начал их спасать. Император несколько часов провел по пояс в ледяной воде, в результате чего простудился. Однако, по этой легенде, лечиться император не стал, а только усугубил ситуацию регулярными выездами в холодную погоду. Легенда стала широко распространённой в современной России ещё и потому, что нашла поддержку у историка Сергея Соловьёва, однако подтверждения этой версии пока нет.

### Завещание Петра
Петр I умер, не назначив наследника. В 1812 году после наполеоновского поражения стало известно о документе, названном «Завещанием Петра I». В 1836 году оно было опубликовано, правда, на французском языке. В завещании император, якобы, призывал преемников вести постоянные войны с Европой, разделить Польшу, завоевать Индию и нейтрализовать Турцию. Достоверность документу якобы придавала часть уже исполненных «наказов», к примеру, раздел Польши. Но в конце XIX века документ был изучен и признан поддельным.